# Denise Campos de Toledo
Denise Campos de Toledo (São Paulo, 1 de novembro de 1965) é uma jornalista, economista e escritora brasileira.

## Biografia
Filha de professores, formou-se em jornalismo pela Escola de Comunicações e Artes da Universidade de São Paulo e cursou economia na Pontifícia Universidade Católica de São Paulo. Iniciou sua carreira em 1983 e logo foi para os grandes veículos. Trabalhou com revisora de textos e repórter econômica no jornal O Estado de S. Paulo e Jornal da Tarde e apresentadora da Rádio Eldorado. Como consultora econômica de telejornais, passou ainda pela TV Cultura, Rede Manchete, AOL, SBT e RedeTV!. Entre 2000 e 2021, foi apresentadora do Jornal Jovem Pan e comentarista do Jornal da Manhã, na Rádio Jovem Pan. Atualmente é  comentarista de economia e apresentadora do quadro Entrevista do Dia do Jornal da Gazeta.
Além de palestrante e assessora econômica, a jornalista é também autora do livro “Assuma o controle das suas finanças”.

## Prêmio Esso
Em 1987, a jornalista ganhou o Prêmio Esso de Jornalismo pela série de matérias “Diga Não ao Leão”, que levou o governo a alterar as regras de tributação da declaração do imposto de renda daquele ano.

## Livros
- Assuma o controle das suas finanças (2008)
- As Perspectivas da Economia Brasileira (2014)